# Casio FX-702P
La Casio FX-702P est une calculatrice programmable en BASIC sortie en 1981.
Dotée de 1680 pas de programmes (1680 octets à partager entre données et programmes), son langage de programmation est largement inspiré du BASIC standard.
Son affichage à cristaux liquides permet d'afficher une ligne de vingt caractères. Dotée d'un clavier alphanumérique (alphabétique), sa puissance de calcul est alors légèrement au-dessus de celle de son concurrent direct, le Sharp PC-1211, avec des possibilités de programmation étendues par rapport à ce dernier :
- possibilité de créer 10 programmes distincts, appelables individuellement ;
- fonctions classiques (input, goto…) mais en plus appel à des sous-programmes, travail des chaines de caractères ;
- Fonctions statistiques évoluées, par exemple sur couple de données ;
- le tout couplé à une vraie calculatrice scientifique.

Il peut être relié à l'imprimante thermique FP-10 et à une interface d'enregistrement des programmes ou des données sur bande magnétique via un magnétophone analogique à cassette FA-2, moyen peu commode mais très répandu au début des 80's car d'un coût abordable.